# Tripedaliidae
Tripedaliidae é uma família de água-viva da classe Cubozoa.

## Espécies
- Copula Bentlage, Cartwright, Yanagihara, Lewis, Richards & Collins, 2010
  - Copula sivickisi (Stiasny, 1926)
- Tripedalia Conant, 1897
  - Tripedalia binata Moore, 1988
  - Tripedalia cystophora Conant, 1897